# Stade Pamir
 (avril 2025).
Si vous disposez d'ouvrages ou d'articles de référence ou si vous connaissez des sites web de qualité traitant du thème abordé ici, merci de compléter l'article en donnant les références utiles à sa vérifiabilité et en les liant à la section « Notes et références ».
Le stade Pamir (en russe : Стадион Памир) est une enceinte sportive construite en 1946 dans la ville de Douchanbé. Avec une capacité de 24 000 places, c'est le plus grand stade de football tadjik.
Il accueille les rencontres à domicile de l'équipe du Tadjikistan de football et l'équipe du championnat du Tadjikistan le CSKA-Pamir Dushanbe.